# Плеєшть
Плеєшть, Плеєшті (рум. Plăiești) — село у повіті Клуж в Румунії. Входить до складу комуни Молдовенешть.
Село розташоване на відстані 294 км на північний захід від Бухареста, 32 км на південь від Клуж-Напоки.

## Населення
За даними перепису населення 2002 року у селі проживали 663 особи.
Національний склад населення села:
| Національність | Кількість осіб | Відсоток |
| -------------- | -------------- | -------- |
| угорці         | 570            | 86,0%    |
| румуни         | 90             | 13,6%    |

Рідною мовою назвали:
| Мова      | Кількість осіб | Відсоток |
| --------- | -------------- | -------- |
| угорська  | 568            | 85,7%    |
| румунська | 93             | 14,0%    |